# Jonge Zwitserse Socialisten

Logo

De Jonge Zwitserse Socialisten (afk.: JUSO; Duits: Jungsozialist*innen, Frans: Jeunesse Socialiste Suisse, Italiaans: Giovantú Socialista, Reto-Romaans: Giuvens Socialists), zijn een jeugdpartij in Zwitserland.
De JUSO is nauw verbonden met de Sociaaldemocratische Partij van Zwitserland (SP), maar is zowel in politiek, als juridisch en organisatorisch opzicht onafhankelijk van haar. De JUSO is in politiek opzicht linkser dan de SP en tracht haar ook links te houden. De JUSO onderhoud nauwe banden met de linkervleugel van de SP.  

## Organisatie
De voorloper van de JUSO werd op 24 december 1906, 100 jaar geleden, opgericht. De JUSO telt ca. 4500 leden en meer dan 35 afdelingen. In de kleine, meest conservatieve kantons (Appenzell, Glarus), kent de JUSO geen afdelingen. De afdelingen van de JUSO kennen een grote mate van autonomie. Jaarlijks vindt een algemene ledenvergadering plaats, het hoogste orgaan van de partij. Daarnaast vindt er negen keer per jaar een vergadering van afdelingsafgevaardigden plaats. 
Het bestuur bestaat uit negen personen en is het leidende orgaan de van de JUSO. Het bestuur wordt door de algemene ledenvergadering gekozen. Er is een centrale secretaris (Rosalina Müller) en een voorzitter (Ronja Jansen).

## Partijtijdschrift
De JUSO geeft zeven keer per jaar een tijdschrift, Infrarot genaamd, uit.
De JUSO maakt deel uit van de internationale arbeidersbeweging en van de wereldwijde socialistische jeugdbeweging en daarmee met haar zusterorganisaties opgenomen in the International Union of Socialist Youth (Internationale Socialistische Jeugdunie). Daar Zwitserland geen deel uitmaakt van de Europese Unie is de JUSO slechts geassocieerd lid van de ECOSY - Jonge Europese Socialisten.